# 워드프레스
워드프레스(WordPress)는 세계 최대의 자유-오픈 소스 소프트웨어 저작물 관리 시스템이다. 2003년 매트 물렌웨그가 창립했다. PHP로 작성되었으며, MySQL 또는 마리아DB가 주로 사용된다.
워드프레스로 제작된 웹사이트의 시장 점유율이 전세계 웹사이트의 42%를 돌파했다.
기능에는 워드프레스 내에서 "테마"라고 불리는 플러그인 아키텍처와 템플릿 시스템이 포함된다.
워드프레스가 작동하려면 인터넷 호스팅 서비스의 일부로 또는 워드프레스 소프트웨어 패키지를 실행하는 컴퓨터에 웹 서버에 설치해야 한다.
워드프레스는 창립자인 미국 개발자 매트 물렌웨그와 영국 개발자 마이크 리틀에 의해 2003년 5월 27일에 출시되었다. 워드프레스 재단은 워드프레스, 워드프레스 프로젝트 및 기타 관련 상표를 소유하고 있다.

## 워드프레스로 제작된 주요 웹사이트 사례
워드프레스 공식 홈페이지(WordPress.org)에서 제공하는 WordPress Website Showcase를 사이트를 통해, 워드프레스로 제작된 국내(한국) 및 해외(미국, 유럽, 일본, 중국 등) 사이트 구축 사례를 확인할 수 있다. (워드프레스 REST API를 활용한 WaaB(WordPress-as-a-Backend) 사이트 포함)

### 한국어 기반
- 삼성전자 뉴스룸 (Samsung Newsroom)
- 현대자동차그룹 (Hyundai Motor Group) 기술 블로그 보관됨 2020-02-19 - 웨이백 머신
- 신세계그룹 인사이드 공식 홈페이지
- 제일기획 매거진 (Cheil Magazine)
- 카카오・테크 (Kakao・Tech) 기술 블로그
- 카페24 (Cafe24) 공식 홈페이지
- KG이니시스 (KG Inicis) 공식 홈페이지

### 영어 기반
- 미국 백악관 공식 홈페이지 (The White House)
- 루이뷔통 모엣헤네시 그룹 (LVMH Moët Hennessy Louis Vuitton)
- 배틀그라운드 게임 (PlayerUnknown’s Battlegrounds) 공식 홈페이지
- 스탠포드 대학교 (Stanford University) 공식 홈페이지
- 테크크런치 (TechCrunch)
- ZESYIT 보관됨 2022-03-09 - 웨이백 머신

### 일본어 기반
- 무사시노미술대학(武蔵野美術大学) 공식 홈페이지
- 교토예술대학(京都芸術大学) 공식 홈페이지
- 풋볼채널 (フットボール・チャンネル, Football Channel)
- 크로와상 온라인 매거진 (クロワッサン・オンライン, Croissant Online)
- 코스메니스트 (コスメニスト, Cosmenist)

### 중국어 기반
- 팝비 (POPBEE) 매거진
- 인사이드 (INSIDE, 硬塞的) 온라인 매거진
- 요시노야 홍콩 (吉野家 HongKong)
- 판도라상자 (潘多拉盒子)
- 인터뷰 타이완 (Interview.tw, 面試趣)

## 기능
워드프레스는 템플릿 시스템을 사용한다. PHP와 HTML 코드 수정 없이도 다시 정리할 수 있는 위젯이 포함되어 있고, 테마도 설치해 자유롭게 전환할 수 있다. 테마 안의 PHP와 HTML 코드는 좀 더 세분화된 맞춤 페이지를 위해 편집할 수 있다. 대표적인 페이지 빌더로는 WPBakery(구 Visual Composer), Beaver Buider, Divi Builder, Elementor 등이 있다.
또한 통합 링크 관리 체계가 갖추어져 있어, 검색 엔진에 친화적이고, 깔끔한 퍼머링크 구조와, 기사에 여러 카테고리를 설정할 수 있는 것을 물론, 여러 명의 저자를 설정할 수 있고, 기사와 포스트에 태그를 지원한다. 또한 다양한 기능의 여러 테마를 이용할 수 있다.
또한 트랙백과 핑백 표준을 지원하며 마지막으로 사용자와 개발자는 리치 플러그인 아키텍처를 통해 기능을 확장할 수 있다. 하지만 구글의 블로그스팟, 블로거는 등록이 되지 않는다.
워드프레스는 수많은 써드파티 테마와 플러그인 제작자들에 의해 제공되는 무료, 유료 플러그인을 설치해 사이트 디자인을 바꾸고 기능을 확장시키는 것이 큰 장점이다.
Wordpress.org가 운영하는 Wordpress.com 계정을 자신이 관리하는 서버에 설치한 워드프레스에 젯팩 플러그인을 통해 연동하면, Wordpress.com에서도 자신의 설치형 워드프레스를 관리할 수 있으며 공식 Wordpress 모바일앱(iOS용, 안드로이드)을 이용해 방문자가 남긴 댓글 알림을 받을 수 있다.
설치형 워드프레스를 사용하는 사람도 wordpress.com 계정을 이용하면 가입형 워드프레스(wordpress.com) 블로그 사용자뿐만 아니라 다른 설치형 워드프레스 블로그와 소통할 수 있는데 이것은 전적으로 해당 블로그의 댓글이 wordpress.com 계정 로그인을 지원하면 가능한 것이다. 대표적으로 wordpress.org의 공식 젯팩플러그인이 지원하는 댓글창이 Wordpress.com 계정 로그인뿐만아니라 구글, SNS 계정으로 댓글남기기를 지원한다.

## 워드프레스 사용 및 정보
| 서식                  | 설치형 워드프레스(셀프 호스팅)                         | 가입형 워드프레스(wordpress.com)    |
| --------------------- | ------------------------------------------------------ | ----------------------------------- |
| 플러그인              | .zip 파일로 설치 가능                                  | 보안 문제로 지원하지 않음           |
| 테마                  | .zip 파일로 설치 가능                                  | 보안 문제로 외부 테마 지원하지 않음 |
| 사용자 지정 코드 수정 | 내부 파일 수정 가능                                    | 보안 문제로 지원하지 않음           |
| CSS                   | 워드프레스 4.7부터 지원                                | CSS 코드 삽입 가능                  |
| 링크                  | 사용자가 링크 포맷 사용가능 (example.com/custom/value) | 제한 된 값으로 사용 가능            |
| 동기화(푸쉬)          | WordPress.com 젯팩으로 자동 동기화 사용 가능           | WordPress.com에서 지원              |

*가입형 워드프레스는 무료, 유료 요금제에 따라 차별화된다.
| 서식      | 설치형 워드프레스               | 가입형 워드프레스(wordpress.com)                                        |
| --------- | ------------------------------- | ----------------------------------------------------------------------- |
| 코드 편집 | 사용자 지정으로 사용 가능       | 보안 문제로 지원하지 않음                                               |
| 호스팅    | 개인호스팅 및 호스팅 구매       | Wordpress.com 지원                                                      |
| 도메인    | 사용자 구매 및 서브 도메인 이용 | 도메인 구매 가능 또는 워드프레스 서브 도메인 이용(custom.wordpress.com) |
| 트래픽    | 호스팅 옵션에 따라 다름         | 제한 없음                                                               |
| 저장 공간 | 호스팅 옵션에 따라 다름         | 기본 3GBytes 지원하지만 업그레이드를 통해 공간 추가 가능                |

## 같이 보기
- 저작물 관리 시스템 목록